# Pamiętnik pani Hanki (film)
Pamiętnik pani Hanki – polska komedia z 1963 na podstawie powieści Tadeusza Dołęgi-Mostowicza (pod tym samym tytułem).

## Fabuła
Pani Hanka jest żoną dyplomaty. Największą formą aktywności w jej życiu są bale, rauty i różne gierki erotyczne. Powoli zaczyna ją to jednak nudzić. Nie potrafi się porozumieć z mężem. By odmienić swoje życie, nawiązuje romans z Robertem Tonnorem, ale przez to zostaje wplątana w szpiegowską aferę.

## Okoliczności powstania filmu
Na początku lat 60. władze PRL postanowiły wykorzystać ostatnią, wydaną tuż przed wojną, powieść Tadeusza Dołęgi-Mostowicza do rozliczenia z II Rzeczpospolitą i obarczenia jej elit za klęskę wrześniową 1939 roku. Aby uniknąć powtórki z nieudanego (z punktu widzenia władz) odbioru filmu Nikodem Dyzma z 1956, którego twórcy uciekli w groteskę, w ekranizacji Pamiętnika pani Hanki postanowiono znacznie zmienić wydźwięk lekkiej i ironicznej powieści Mostowicza poprzez dopisanie scen wojennych z okresu kampanii wrześniowej i uśmiercenie bohaterki, nadając filmowi charakter katastroficzny. Wbrew intencjom pisarza, elity dyplomatyczno-ziemiańskie II RP obarczono w filmie odpowiedzialnością za doprowadzenie do wojny. W rezultacie powstał obraz będący mieszanką filmu politycznego i melodramatu, kina grozy i komedii obyczajowej, filmu szpiegowskiego i plotkarskiej historyjki z życia elit.
Po premierze film zebrał niemal same złe recenzje, również w prasie związanej z władzami. Obraz znalazł się na ostatnim miejscu rankingu premier kinowych „Filmu". „Życie Warszawy" szydziło, że jest to „to pierwszy przedwojenny film polski na naszych ekranach". Nawet partyjny dziennik „Trybuna Ludu" krytykował twórców za zmarnowanie szansy na stworzenie satyry o II RP. Filmowi zarzucano również znaczne odejście od powieści, a Ernest Bryll na łamach „Współczesności" opisał obraz jako mieszankę kiczu, fałszu i banału.

## Obsada aktorska
- Lucyna Winnicka − Hanka Renowicka, z domu Niementowska
- Andrzej Łapicki − Jacek Renowicki, mąż pani Hanki
- Teresa Szmigielówna − Halszka Korniłowska, przyjaciółka pani Hanki
- Małgorzata Lorentowicz − Elisabeth Normann, "żona" Renowickiego
- Irena Malkiewicz − ciotka pani Hanki
- Zofia Jamry − kobieta z towarzystwa
- Artur Młodnicki − Albin Niementowski, stryj pani Hanki
- Leon Niemczyk − hrabia Toto
- Jan Machulski − Fred Van Houben, detektyw z Brukseli
- Tadeusz Pluciński − Robert Tonnor
- Alicja Bobrowska − kobieta na raucie
- Bogusława Czosnowska − brunetka na raucie
- Zdzisław Karczewski − ambasador Dowgird
- Kazimierz Fabisiak − dziedzic
- Adam Pawlikowski − Lutek Wybranowski
- Wiktor Grotowicz − pułkownik Woszczewski
- Józef Pieracki − pułkownik Kolczyński
- Zdzisław Lubelski − wywiadowca
- Zdzisław Maklakiewicz − Władek Brzeski
- Ryszard Ronczewski − porucznik Jerzy Sochnowski
- Erwin Nowiaszek − fałszywy porucznik Jerzy Sochnowski
- Krzysztof Litwin − wywiadowca Kozioł